# Landsjö
Landsjö är en herrgård i Kimstads socken i Norrköpings kommun.
Gården uppträder första gången i de skriftliga källorna omkring 1280 då den är sätesgård för Kristina Fastesdotter (växt), änka efter Holmger Folkesson. Ruiner av en borg från denna tid finns på en holme i sjön intill säteriet. Efter Digerdöden blev Landsjö landbogård under Vårfruberga kloster och omtalas på 1300-talet som Vittestorp eller Virstorp. Med undantag för en kortare tid, då egendomen räknades till Bo Jonsson Grips besittningar, stannade den i klostrets ägo ända till reformationen och lades efter indragningen till Vasaättens arvegårdar. Vasaätten behöll egendomen till förra hälften av 1600-talet, då den donerades till eller inlöstes av stamfadern för Strömfeltska ätten, sekreteraren Johan Fegræus, som tillhörde Vångasläkten. Han fick förnyat adelskap och antog namnet Strömfelt, samt dog som landshövding i Södermanland. Egendomen kallades nu Landsjö eller Lannesjö och gick i arv till landshövdingens son, ryttmästaren Carl Philip Johansson Strömfelt. Redan under hans tid var gården bebyggd med den nuvarande mangårdsbyggnaden. Det är oklart huruvida denna byggts av hans far landshövdingen eller är äldre.
Efter ryttmästarens död innehades egendomen av hans änka, född Ållongren i Östergötland och mågen, överstelöjtnant Hägerflycht, till år 1725, då den övertogs av ryttmästarens son, riksrådet greve Johan Carl Strömfelt. Vid hans död 1736 gick Landsjö ur Strömfeltska ättens ägo och tillföll mågen, landshövdingen i Skåne, friherre Carl Adlerfelt. Under hans tid fick huvudbyggnaden förfalla. Då friherre Adlerfelt dog barnlös 1769, såldes Landsjö av hans överlevande fjärde hustru, född Jennings, till kapten Jan Anders Kuylenstierna på Rundstorp. Den nya ägaren lät sätta det gamla huset i stånd och gav det ett något modernare utseende samt gjorde egendomen till fideikommiss i släkten Kuylenstierna. 
Alexis Kuylenstierna lät bygga till en flygel 1913. Gården brukas nu av Mikael Kuylenstierna och huvudverksamheten består av uppfödning av nötboskap.